# 酸化エルビウム(III)
酸化エルビウム(III)（さんかエルビウム）は、ランタノイド金属であるエルビウムから合成される。1843年にカール・グスタフ・モサンデルにより部分的に分離され、1905年にジョルジュ・ユルバンとチャールズ・ジェームスにより初めて純粋な形で得られた。ピンク色で立方晶構造をとる。特定の条件下では、酸化エルビウムは六角形の構造をとることもある。 

## 反応
エルビウムは容易に燃焼し、酸化エルビウム(III)を形成する。
酸化エルビウムの形成は、反応4 Er + 3 O2 → 2 Er2O3によりされる。水に不溶で鉱酸に可溶である。大気から水分と二酸化炭素を容易に吸収する。酸と反応して対応するエルビウム(III)塩を形成する。
例えば、塩酸の場合、酸化物はEr2O3 + 6 HCl → 2 ErCl3 + 3 H2Oという反応に従って塩化エルビウムを形成する。

## 特性
酸化エルビウムの興味深い特性の1つは、光子をアップコンバートする能力である。光子アップコンバージョンは、紫外線や可視光など低いエネルギーの光がエネルギーの複数の移動または吸収を介して紫外線や紫の光に変換されるときに起こる。酸化エルビウムのナノ粒子もフォトルミネセンスの特性を持っている。酸化エルビウムのナノ粒子は、多層カーボンナノチューブの存在下で超音波(20 kHz, 29 W·cm−2)を適用することにより形成することができる。超音波を使用してうまく作成された酸化エルビウムのナノ粒子は、六角形および球形である。超音波により形成された酸化エルビウムは、水中で379 nmの励起下の電磁スペクトルの可視光領域でフォトルミネセンスである。六角形の酸化エルビウムのフォトルミネセンスは長寿命でより高いエネルギー遷移(4S3/2 - 4I15/2)が可能である。球形に酸化エルビウムは、4S3/2 - 4I15/2のエネルギー遷移をしない。

## 用途
酸化エルビウムの用途は電気的、光学的、フォトルミネセンスの特性により変化する。Er3+をドープしたナノスケール材料は、粒子の大きさに依存する特別な光学的および電気的特性を持っているため非常に関心が高い。酸化エルビウムをドープしたナノ粒子材料は、ディスプレイモニターなどのディスプレイの目的でガラスまたはプラスチックに分散させることができる。カーボンナノチューブの水溶液中で超音波で形成された形状と組み合わされたナノ粒子のホスト結晶格子におけるEr3+電子遷移の分光学は、「グリーン」化学におけるフォトルミネセンスのナノ粒子の合成で大きな関心を持たれている。酸化エルビウムは、生物医学で使用される最も重要な希土類金属の1つである。カーボンナノチューブ上の酸化エルビウムのナノ粒子のフォトルミネセンス特性は、生物医学的応用において有用である。例えば、酸化エルビウムのナノ粒子はバイオイメージング用の水性媒体および非水性媒体に分配するために表面が修飾される。誘電率が高く(10–14)、バンドギャップが大きいため、半導体デバイスのゲート誘電体としても使用される。エルビウムはガラスの着色剤として使用されることがあり、酸化エルビウムは核燃料の可燃性中性子毒としても使用できる。